# 오쇼지 정류장
오쇼지 정류장(일본어: 大小路停留場, おおしょうじていりゅうじょう)은 일본 오사카부 사카이시 사카이구에 있는 한카이 전기 궤도의 정류장이다. 역 번호는 HN22이다.
서쪽은 난카이 본선 사카이역, 동쪽은 난카이 고야 선 사카이히가시 역에 이르는 오쇼지와 교차점 부근에 위치한다.

## 역사
- 1911년 12월 1일: 개업.
- 1915년 6월 21일: 회사 합병으로 난카이 철도의 역이 됨.
- 1944년 6월 1일: 회사 합병으로 긴키 닛폰 철도의 역이 됨.
- 1947년 6월 1일: 노선 양도로 인하여 난카이 전기철도의 역이 됨.
- 1980년 12월 1일: 사업 양도로 인하여 한카이 전기 궤도의 정거장이 됨.

## 정류장 구조
오미치스지 중앙부에 위치하는 병용 궤도 상의 지상역에서 한쪽 사용의 플랫폼은 오쇼지(사카이 경찰서 앞) 사거리를 끼고 엇갈리게 배치되어 있다. 하마데라에키마에 방면 플랫폼이 구마노초히가시 1초에, 에비스초 방면 플랫폼이 이치노초히가시 1초에 위치한다.

## 역 주변
- 아구치 신사
- 스가와라 신사
- 사카이야마노쿠치 상점가
- 긴쇼 스토어 오쇼지점
- 기요 은행 사카이 지점
- 사카이 경찰서
- 사카이 소방서

## 사진

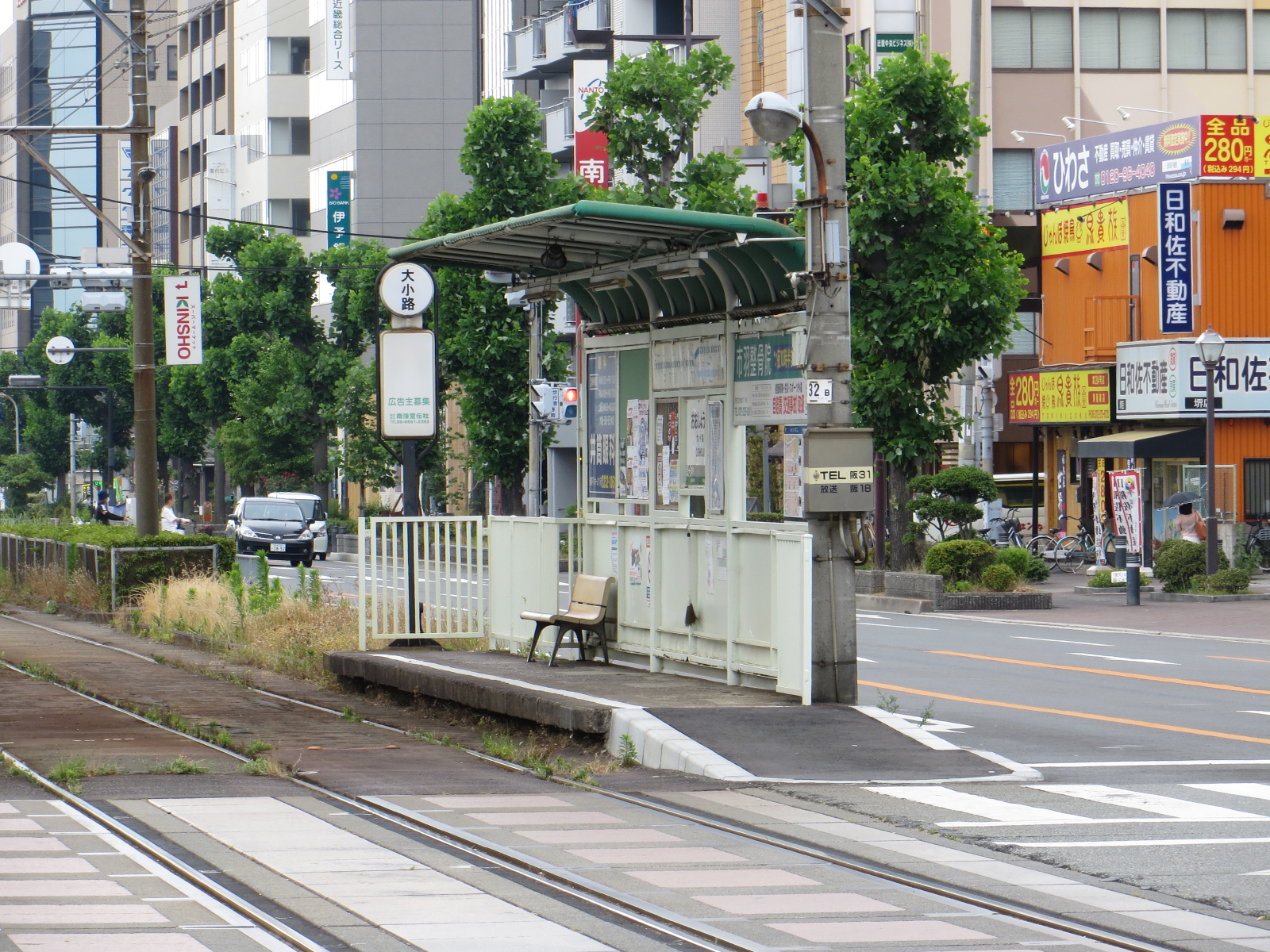
에비스초 방향 플랫폼
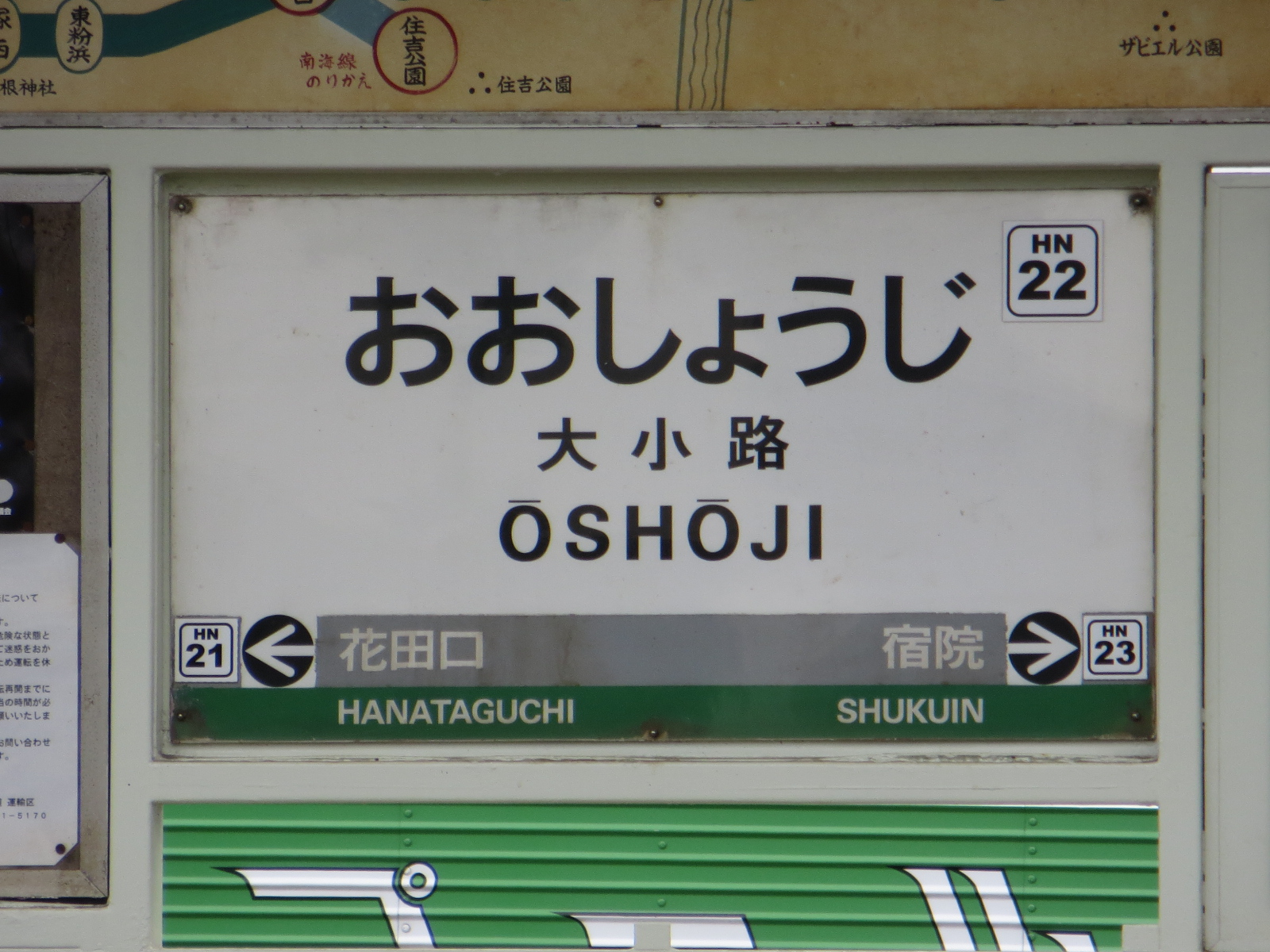
역명판

## 인접역
| 한카이 전기 궤도 ■ 한카이 선  | 한카이 전기 궤도 ■ 한카이 선 | 한카이 전기 궤도 ■ 한카이 선      |
| ----------------------------- | ---------------------------- | --------------------------------- |
| HN21 하나타구치 에비스초 방면 |                              | 슈쿠인 HN23 하마데라에키마에 방면 |